# Massenbachhausen
Massenbachhausen là một đô thị nằm ở huyện Heilbronn, thuộc bang Baden-Württemberg, Đức. Đô thị này có diện tích 8,78 km², dân số thời điểm 31 tháng 12 năm 2020 là 3574 người.